# Boragh
El Boragh es un vehículo de combate de infantería de origen iraní, que cuenta con capacidad anfibia, diseñado a finales de la década de los noventa e introducido a principios del siglo 21. En sus primeras versiones era una copia de un BMP-1 o un WZ-501, que se construyó inicialmente mediante técnicas de ingeniería inversa, y ha sido convertido en un TBP.

## Historia
Desde los constantes embargos a los que ha sido sometido el régimen iraní, la búsqueda por la autosuficiencia en toda rama industrial por parte del gobierno ha sido una de sus máximas metas a cumplir. A mediados de la década de los 90, y con el concurso de la industria local, se desarrolló un tipo de vehículo de transporte blindado, que; como en el Zulfiqar; hace uso de diversas partes disponibles de los blindados que hay en los arsenales de los que cuenta Irán.

## Descripción
Es muy similar a la variante WZ-503 china. Tiene un motor diésel V-8 turbocargado que le otorga una potencia de 330 hp. 

### Estructura
Los rines de los conjuntos de rodaje son los mismos del M113A1 norteamericano. El peso en combate se redujo a 13 toneladas. La suspensión es, al igual que los trenes de rodaje, derivada del M113A1 estadounidense, pero el diseño de su casco es muy semejante al del BMP-1, salvo que en sus medidas es un poco más amplio, pudiendo abarcar más tropas que su contraparte soviética.
Aparte de la contribución china al diseño, su motor es un derivado directo del bloque UTD-20 ruso/ucraniano, con obvias modificaciones locales en cuanto a su desempeño, que es notoriamente superior al del motor soviético según sus fabricantes.

### Armamento
La torreta y el cañón de 73 mm han sido removidos por una ametralladora pesada DShK 1938/46 de 12,7 mm, la cual sirve como arma principal del vehículo y que cuenta con 1000 cartuchos para su uso.

### Otras mejoras
Según sus productores, este blindado tiene una mayor velocidad de la que puede desarrollar en carretera un BMP-1, y el blindaje más grueso que posee. El número de pasajeros se incrementó de 8 a 12 soldados.

## Variantes
- Boragh-1 TBP con escudo protector alrededor de la DShK 1938/46.[1]

- Boragh-2 convertido a VCI. Armado con un cañón de 30 mm.
- Boragh-3 armado con una torreta individual con el sistema antitanque Toophan.
- Boragh armado con un mortero de 120 mm.
- Boragh convertido en un vehículo amunicionador.
- Raad-1 (Trueno-1) - Boragh TBP provisto de una torreta de un 2S1 Gvozdika.
- Raad-2 (Trueno-2) - Boragh APC provisto de una torreta de diseño similar a la del autopropulsado M109A1; está equipado con un howitzer HM44 de 155 mm fabricado por la instalación Hadid, de la Organización de Industria de Defensa Iraní. El cañón luce exactamente igual al obús M185 de 155mm/39 del M109A1.
- Cobra - Boragh armado con un arma antiaérea de 23 mm.

## Usuarios
- Irán - 190 Unidades, en servicio.[1]
- Kazajistán - 40 en servicio en el periodo transcurrido en los años 2000 al 2002, con un total de 140 para el año 2005.[3]
- Sudán - 80 Unidades de origen iraní en servicio, más 20 producidas localmente.[1]

### Vehículos similares
- Schützenpanzer Puma
- ZBD-97
- K-200/KIFV
 K-21 IFV
- AIFV
 M2/M3 Bradley
- /ASCOD Pizarro/ULAN
- AMX-10P
- TAM VCTP
- Namera
  Achzarit
- Dardo
- Tipo 89 VCI
- VCI Anders
- FV510 Warrior
- BMP-3
 BTR-T
 BMP-T
- Bionix VCI